# Gervais Waye-Hive
Gervais Waye-Hive (ur. 11 czerwca 1988) – seszelski piłkarz grający na pozycji prawego pomocnika. Od 2017 jest zawodnikiem St Louis Suns United FC.

## Kariera klubowa
Swoją karierę piłkarską Waye-Hive rozpoczął w klubie Red Star FC. W 2007 roku zadebiutował w nim w pierwszej lidze seszelskiej. W 2010 przeszedł do St Michel United FC. W sezonach 2010, 2011, 2012, 2014 i 2015 wywalczył z nim pięć mistrzostw Seszeli, a w sezonie 2016 został z nim wicemistrzem rego kraju. Zdobył też dwa Puchary Seszeli w sezonach 2011 i 2016. W 2017 przeszedł do St Louis Suns United FC. W sezonie 2017 został z nim mistrzem kraju.

## Kariera reprezentacyjna
W reprezentacji Seszeli Waye-Hive zadebiutował 17 czerwca 2012 roku w przegranym 0:3 meczu kwalifikacji do Pucharu Narodów Afryki 2013 z Demokratyczną Republiką Konga.